# Birthamoides
Birthamoides är ett släkte av fjärilar. Birthamoides ingår i familjen snigelspinnare.
Kladogram enligt Catalogue of Life:
| Birthamoides | \| \| Birthamoides angustipennis \| \| \| \| \| \| Birthamoides aspidophora \| \| \| \| \| \| Birthamoides bilineata \| \| \| \| \| \| Birthamoides birthama \| \| \| \| \| \| Birthamoides buruana \| \| \| \| \| \| Birthamoides circinatus \| \| \| \| \| \| Birthamoides circulifera \| \| \| \| \| \| Birthamoides dinawa \| \| \| \| \| \| Birthamoides extincta \| \| \| \| \| \| Birthamoides junctura \| \| \| \| \| \| Birthamoides plagioscia \| \| \| \| \| \| Birthamoides ramosa \| \| \| \| \| \| Birthamoides rubrimixta \| \| \| \| |
|              | \| \| Birthamoides angustipennis \| \| \| \| \| \| Birthamoides aspidophora \| \| \| \| \| \| Birthamoides bilineata \| \| \| \| \| \| Birthamoides birthama \| \| \| \| \| \| Birthamoides buruana \| \| \| \| \| \| Birthamoides circinatus \| \| \| \| \| \| Birthamoides circulifera \| \| \| \| \| \| Birthamoides dinawa \| \| \| \| \| \| Birthamoides extincta \| \| \| \| \| \| Birthamoides junctura \| \| \| \| \| \| Birthamoides plagioscia \| \| \| \| \| \| Birthamoides ramosa \| \| \| \| \| \| Birthamoides rubrimixta \| \| \| \| |
|              | Birthamoides angustipennis |
|              | |
|              | Birthamoides aspidophora |
|              | |
|              | Birthamoides bilineata |
|              | |
|              | Birthamoides birthama |
|              | |
|              | Birthamoides buruana |
|              | |
|              | Birthamoides circinatus |
|              | |
|              | Birthamoides circulifera |
|              | |
|              | Birthamoides dinawa |
|              | |
|              | Birthamoides extincta |
|              | |
|              | Birthamoides junctura |
|              | |
|              | Birthamoides plagioscia |
|              | |
|              | Birthamoides ramosa |
|              | |
|              | Birthamoides rubrimixta |
|              | |